# Carl de la Sablière
Carl Paul Marie Blanchet de la Sablière (ur. 26 kwietnia 1895 w Quimper, zm. 29 października 1979 w Gouesnach) – francuski żeglarz, olimpijczyk, zdobywca złotego medalu w regatach na letnich igrzyskach olimpijskich w 1928 roku w Amsterdamie.
Na Letnich Igrzyskach Olimpijskich 1928 zdobył złoto w żeglarskiej klasie 8 metrów. Załogę jachtu L’Aile VI tworzyli również Donatien Bouché, André Derrien, Jean Lesieur, André Lesauvage i Virginie Hériot.